# Nach Damaskus

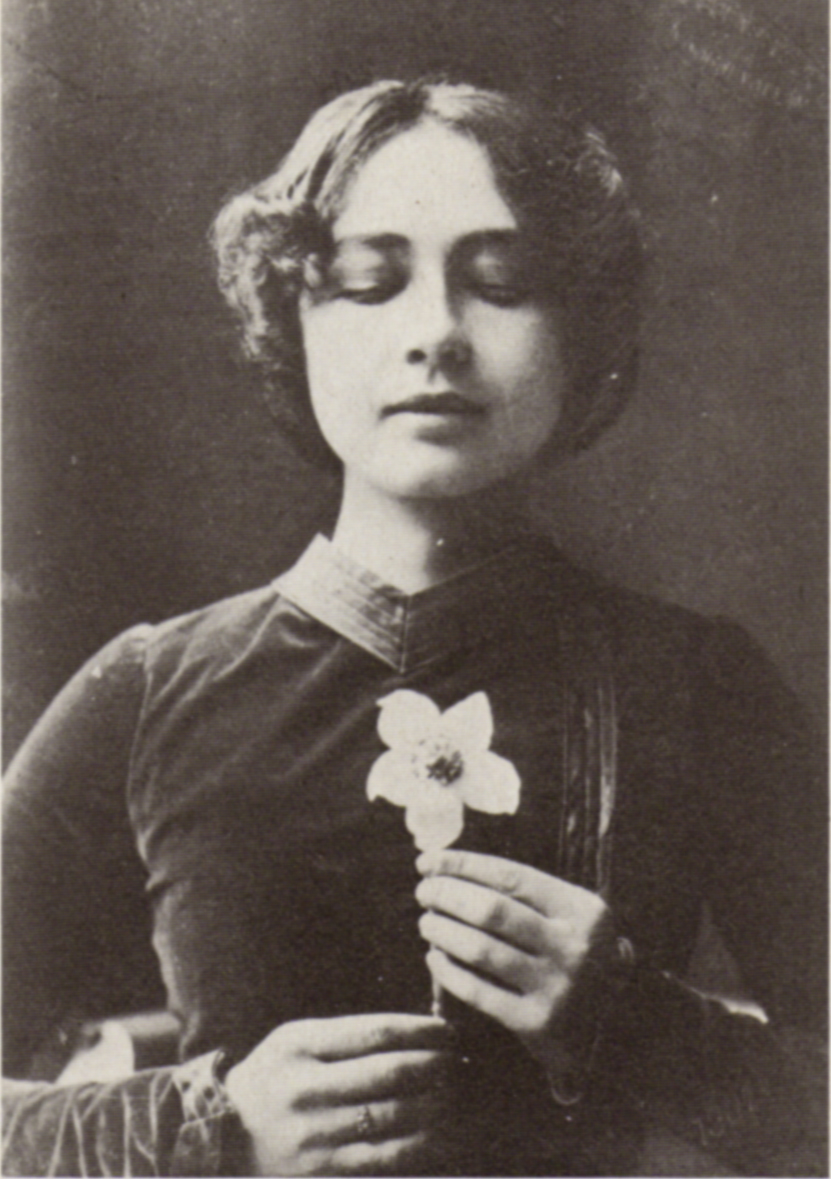
Harriet Bosse in einer englischsprachigen Inszenierung von "Nach Damaskus", um 1900.

Nach Damaskus (schwedisch Till Damaskus) ist ein dreiteiliges Drama des schwedischen Schriftstellers August Strindberg. Der erste und zweite Teil erschienen 1898, der dritte 1904. Die Uraufführung des ersten Teils fand am 19. November 1900 am Dramaten in Stockholm statt, die deutsche Erstaufführung am 9. Juni 1916 in den Münchner Kammerspielen. Dort wurde am 10. April 1956 auch die erste deutsche Inszenierung der Trilogie in der Regie von Franz Höllering aufgeführt.
Aufgrund seiner expressionistischen Formensprache gilt es als Meilenstein in der Entwicklung des modernen Dramas.

## Handlung
Am Beginn des ersten Teiles trifft der Unbekannte, ein Schriftsteller, der wegen seiner gottlosen Schriften aus der Gesellschaft ausgestoßen wurde, auf einen geheimnisvollen Bettler sowie auf die Dame, die von nun an seine Begleiterin bleibt. Sie verlässt dem Unbekannten zuliebe ihren Ehemann, doch ihre gemeinsame Flucht wird zum Alptraum; schließlich müssen sie, völlig verarmt, zu den Eltern der Dame fliehen. Dort wird die Dame von ihrer Mutter angestiftet, das letzte – anscheinend besonders gotteslästerliche – Werk des Unbekannten zu lesen, obwohl dieser ihr das verboten hatte. Der Unbekannte stürzt in einem Fieberwahn über einen Abgrund und wird in einem Klosterasyl gesund gepflegt. Unter dem Einfluss des Konfessors geschieht die entscheidende innere Wandlung – der Unbekannte wendet sich von seinem Hochmut und seinen schlechten Seiten ab. Er durchläuft alle Stationen nochmals und bekommt eine positivere Sicht auf Gott und die Welt.
Im zweiten Teil verfällt der Unbekannte wieder seinem Größenwahn. Er versucht, Gold herzustellen und damit die Weltordnung zu zerstören. Als er die Bestätigung dafür bekommt, wirklich Gold hergestellt zu haben, verlässt er die Dame, die er geheiratet hat und die nun ein Kind geboren hat. Er lässt sich auf einem Bankett von "Professoren" als weltgrößter Wissenschaftler feiern – bis sich schließlich herausstellt, dass es die Feier einer Trinkbruderschaft war. Vom Bettler verhöhnt und von der Polizei festgenommen, weil er die Rechnung nicht bezahlen kann, ist er völlig gebrochen. Schließlich kehrt er zur Dame zurück, die ihn auffordert, ein Kloster aufzusuchen und dort sein Leben fundamental zu ändern.
Im letzten Teil beginnt der widerspenstige Unbekannte unter Anleitung des Konfessors mit dem Aufstieg zum hochgelegenen Kloster erneut mit seiner inneren Wandlung. Im Kloster angekommen, wird er vom Prior mit seinen früheren Sünden konfrontiert. Der Unbekannte beginnt, sein Selbstmitleid und seinen Hass auf Gott abzulegen. Er erklärt sich bereit, Mönch zu werden, und begegnet hier seinem Bösen Geist, der versucht, ihn von der Entscheidung abzubringen und erneut seinen Hochmut und Gotteshass zu wecken. Der Unbekannte überwindet ihn und stirbt schließlich symbolisch den Tod seines alten Ich.
Im gesamten Stück sind sehr starke biblische und metaphysische Einflüsse und Bilder spürbar. Auch der Name des Stückes leitet sich von der Reise des Pharisäers Saulus nach Damaskus her, auf der ihm plötzlich in einer Vision Jesus erschien und daraufhin aus dem Christenverfolger Saulus der Apostel Paulus wurde.
Auch wenn die Handlung großteils auf persönliche Erfahrungen Strindbergs zurückgeht und damit autobiographisch ist, wird die Aussage des Stückes als allgemeinmenschlich und überpersönlich verstanden.